# Wahlkreis Steglitz-Zehlendorf 4
Der Wahlkreis Steglitz-Zehlendorf 4 ist ein Abgeordnetenhauswahlkreis in Berlin. Er gehört zum Wahlkreisverband Steglitz-Zehlendorf und umfasst die Gebiete Hildburghauser Straße, Oberhofer Platz, Thermometersiedlung und Lippstädter Straße im Ortsteil Lichterfelde.

## Abgeordnetenhauswahl 2023
Bei der Wahl zum Abgeordnetenhaus von Berlin 2023 traten folgende Kandidaten an:
| Name                              | Partei           | Anteil der Erststimmen | Anteil der Zweitstimmen |
| --------------------------------- | ---------------- | ---------------------- | ----------------------- |
| Cornelia Seibeld                  | CDU              | 41,9 %                 | 39,1 %                  |
| Carolyn Macmillan                 | SPD              | 22,1 %                 | 21,0 %                  |
| Gülşah Bayar                      | Grüne            | 15,7 %                 | 14,9 %                  |
| Andreas Wild                      | AfD              | 06,7 %                 | 06,6 %                  |
| Mathia Specht-Habbel              | FDP              | 05,3 %                 | 06,9 %                  |
| Pia Imhof-Speckmann               | Die Linke        | 04,4 %                 | 04,7 %                  |
| Laura Höll                        | Tierschutzpartei | 02,7 %                 | 02,1 %                  |
| Felix Hartmann                    | Freie Wähler     | 00,7 %                 | 00,3 %                  |
| Elfi Boeckler                     | dieBasis         | 00,6 %                 | 00,5 %                  |
| –                                 | Die PARTEI       | –                      | 00,9 %                  |
| –                                 | Sonstige         | –                      | 03,0 %                  |
| Wahlberechtigte: 28.634 Einwohner |                  |                        |                         |
| Wahlbeteiligung: 68,3 %           |                  |                        |                         |

## Abgeordnetenhauswahl 2021
Bei der im Nachhinein für ungültig erklärten Wahl zum Abgeordnetenhaus von Berlin 2021 traten folgende Kandidaten an:
| Name                              | Partei           | Anteil der Erststimmen | Anteil der Zweitstimmen |
| --------------------------------- | ---------------- | ---------------------- | ----------------------- |
| Cornelia Seibeld                  | CDU              | 31,7 %                 | 28,3 %                  |
| Carolyn Macmillan                 | SPD              | 25,7 %                 | 24,4 %                  |
| Gülşah Bayar                      | Grüne            | 17,0 %                 | 16,0 %                  |
| Mathia Specht-Habbel              | FDP              | 08,4 %                 | 10,1 %                  |
| Andreas Wild                      | AfD              | 06,2 %                 | 06,3 %                  |
| Pia Imhof-Speckmann               | Die Linke        | 04,7 %                 | 05,1 %                  |
| Laura Höll                        | Tierschutzpartei | 03,1 %                 | 01,8 %                  |
| Elfi Boeckler                     | dieBasis         | 01,7 %                 | 01,2 %                  |
| Felix Hartmann                    | Freie Wähler     | 01,4 %                 | 00,8 %                  |
| –                                 | Die PARTEI       | –                      | 01,2 %                  |
| –                                 | Sonstige         | –                      | 04,8 %                  |
| Wahlberechtigte: 29.051 Einwohner |                  |                        |                         |
| Wahlbeteiligung: 79,1 %           |                  |                        |                         |

## Abgeordnetenhauswahl 2016
Bei der Wahl zum Abgeordnetenhaus von Berlin 2016 traten folgende Kandidaten an:
| Name                              | Partei           | Anteil der Erststimmen | Anteil der Zweitstimmen |
| --------------------------------- | ---------------- | ---------------------- | ----------------------- |
| Cornelia Seibeld                  | CDU              | 32,3 %                 | 28,6 %                  |
| Deno Hartwig                      | SPD              | 24,3 %                 | 21,3 %                  |
| Hans Henning                      | Grüne            | 14,2 %                 | 14,1 %                  |
| Volker Graffstädt                 | AfD              | 12,6 %                 | 12,6 %                  |
| Mathia Specht-Habbel              | FDP              | 09,2 %                 | 10,9 %                  |
| Eberhard Speckmann                | Die Linke        | 05,4 %                 | 06,2 %                  |
| Paul Neumann                      | Piraten          | 01,9 %                 | 01,3 %                  |
| –                                 | Tierschutzpartei | 0–                     | 01,8 %                  |
| –                                 | Sonstige         | 0–                     | 03,2 %                  |
| Wahlberechtigte: 29.657 Einwohner |                  |                        |                         |
| Wahlbeteiligung: 72,8 %           |                  |                        |                         |

## Abgeordnetenhauswahl 2011
Bei der Wahl zum Abgeordnetenhaus von Berlin 2011 traten folgende Kandidaten an:
| Name                              | Partei           | Anteil der Erststimmen | Anteil der Zweitstimmen |
| --------------------------------- | ---------------- | ---------------------- | ----------------------- |
| Cornelia Seibeld                  | CDU              | 43,3 %                 | 38,8 %                  |
| Irene Köhne                       | SPD              | 29,2 %                 | 25,6 %                  |
| Ronald Wenke                      | Grüne            | 18,1 %                 | 17,6 %                  |
| Philipp Fritzsche                 | ProD             | 03,6 %                 | 01,3 %                  |
| Franziska Brychcy                 | Die Linke        | 03,2 %                 | 03,0 %                  |
| Mathia Specht-Habbel              | FDP              | 02,6 %                 | 02,8 %                  |
| –                                 | Piraten          | –                      | 06,2 %                  |
| –                                 | Tierschutzpartei | –                      | 01,3 %                  |
| –                                 | NPD              | –                      | 01,2 %                  |
| –                                 | Sonstige         | –                      | 02,2 %                  |
| Wahlberechtigte: 30.151 Einwohner |                  |                        |                         |
| Wahlbeteiligung: 68,4 %           |                  |                        |                         |

## Abgeordnetenhauswahl 2006
Bei der Wahl zum Abgeordnetenhaus von Berlin 2006 traten folgende Kandidaten an:
| Name                              | Partei         | Anteil der Erststimmen |
| --------------------------------- | -------------- | ---------------------- |
| Cornelia Seibeld                  | CDU            | 40,5 %                 |
| Georg Siebert                     | SPD            | 32,3 %                 |
| Sylvia von Stieglitz              | FDP            | 10,2 %                 |
| Benedikt Lux                      | Grüne          | 10,1 %                 |
| Rosemarie Laaser                  | WASG           | 02,6 %                 |
| Edith Pfeiffer                    | Die Linke      | 02,3 %                 |
| Harald Graaf                      | Bildungspartei | 01,7 %                 |
| Stephen Wendler                   | BüSo           | 00,3 %                 |
| Wahlberechtigte: 30.016 Einwohner |                |                        |
| Wahlbeteiligung: 67,0 %           |                |                        |

## Abgeordnetenhauswahl 2001
Bei der Wahl zum Abgeordnetenhaus von Berlin 2001 traten folgende Kandidaten an:
| Name                              | Partei | Anteil der Erststimmen |
| --------------------------------- | ------ | ---------------------- |
| Michael Borgis                    | CDU    | 38,9 %                 |
| Georg Siebert                     | SPD    | 36,3 %                 |
| Sonning Augstin                   | FDP    | 14,3 %                 |
| Burkhard Müller-Schoenau          | Grüne  | 07,0 %                 |
| Edith Pfeiffer                    | PDS    | 03,4 %                 |
| Wahlberechtigte: 28.686 Einwohner |        |                        |
| Wahlbeteiligung: 76,5 %           |        |                        |

## Abgeordnetenhauswahl 1999
Bei der Wahl zum Abgeordnetenhaus von Berlin 1999 traten folgende Kandidaten an:
| Name                              | Partei         | Anteil der Erststimmen |
| --------------------------------- | -------------- | ---------------------- |
| Michael Borgis                    | CDU            | 58,2 %                 |
| Uwe Stäglin                       | SPD            | 27,1 %                 |
| Burkhard Müller-Schoenau          | Grüne          | 08,0 %                 |
| Christina Wagner                  | PDS            | 02,9 %                 |
| Gudrun Grimpe-Christian           | FDP            | 02,7 %                 |
| Bernd Hinse                       | Einzelbewerber | 01,1 %                 |
| Wahlberechtigte: 28.606 Einwohner |                |                        |
| Wahlbeteiligung: 74,2 %           |                |                        |

## Abgeordnetenhauswahl 1995
Vor ihrer Fusion hatten der Bezirk Steglitz und der Bezirk Zehlendorf bei der Abgeordnetenhauswahl 1995 insgesamt acht Wahlkreise, seit 1999 sind es sieben. Ein direkter Vergleich ist daher nicht möglich.

## Bisherige Abgeordnete
Direkt gewählte Abgeordnete des Wahlkreises Steglitz-Zehlendorf 4 (bis 1999: Steglitz 4):
| Jahr | Name             | Partei | Anteil der Erststimmen |
| ---- | ---------------- | ------ | ---------------------- |
| 2023 | Cornelia Seibeld | CDU    | 41,9 %                 |
| 2021 | Cornelia Seibeld | CDU    | 31,7 %                 |
| 2016 | Cornelia Seibeld | CDU    | 32,3 %                 |
| 2011 | Cornelia Seibeld | CDU    | 43,3 %                 |
| 2006 | Cornelia Seibeld | CDU    | 40,5 %                 |
| 2001 | Michael Borgis   | CDU    | 38,9 %                 |
| 1999 | Michael Borgis   | CDU    | 58,2 %                 |